# Drottningpalm
Drottningpalm (Syagrus romanzoffiana) är en enhjärtbladig växtart som först beskrevs av Adelbert von Chamisso, och fick sitt nu gällande namn av Sidney Frederick Glassman. Syagrus romanzoffiana ingår i släktet Syagrus och familjen palmer. Inga underarter finns listade i Catalogue of Life.
Palmens stam blir vanligen 10 till 15 meter hög och den når en diameter av 35 till 50 cm. På toppen bildas 7 till 15 fjäderlika sammansatta blad som är 2,5 till 4,4 meter långa. På varje sida av bladet förekommer 150 till 250 långsmala bladskivor. Blomställningen når ibland en längd av 1,5 meter och den har 80 till 280 förgreningar. De mogna frukterna liknar ägg i utseende med en längd av 2 till 3 cm och en diameter av 1 till 2 cm. De har en gul till orange färg. I frukten bildas fröet som har en oregelbunden form.
Drottningpalmens ursprungliga utbredningsområde ligger i Sydamerika från södra Brasilien och Bolivia till Paraguay, Uruguay och norra Argentina. Arten odlas som prydnadsväxt, främst i andra tropiska och subtropiska delar av världen.
Trädens mogna frukter är ätliga. Dessutom används bladen som foder för nötkreatur och frön som föder för höns. Omogna frukter äts av trädekorrar (Sciurus) och mogna frukter utgör föda till mösskapucin (Cebus apella) och vrålapan Alouatta guariba.

## Bildgalleri

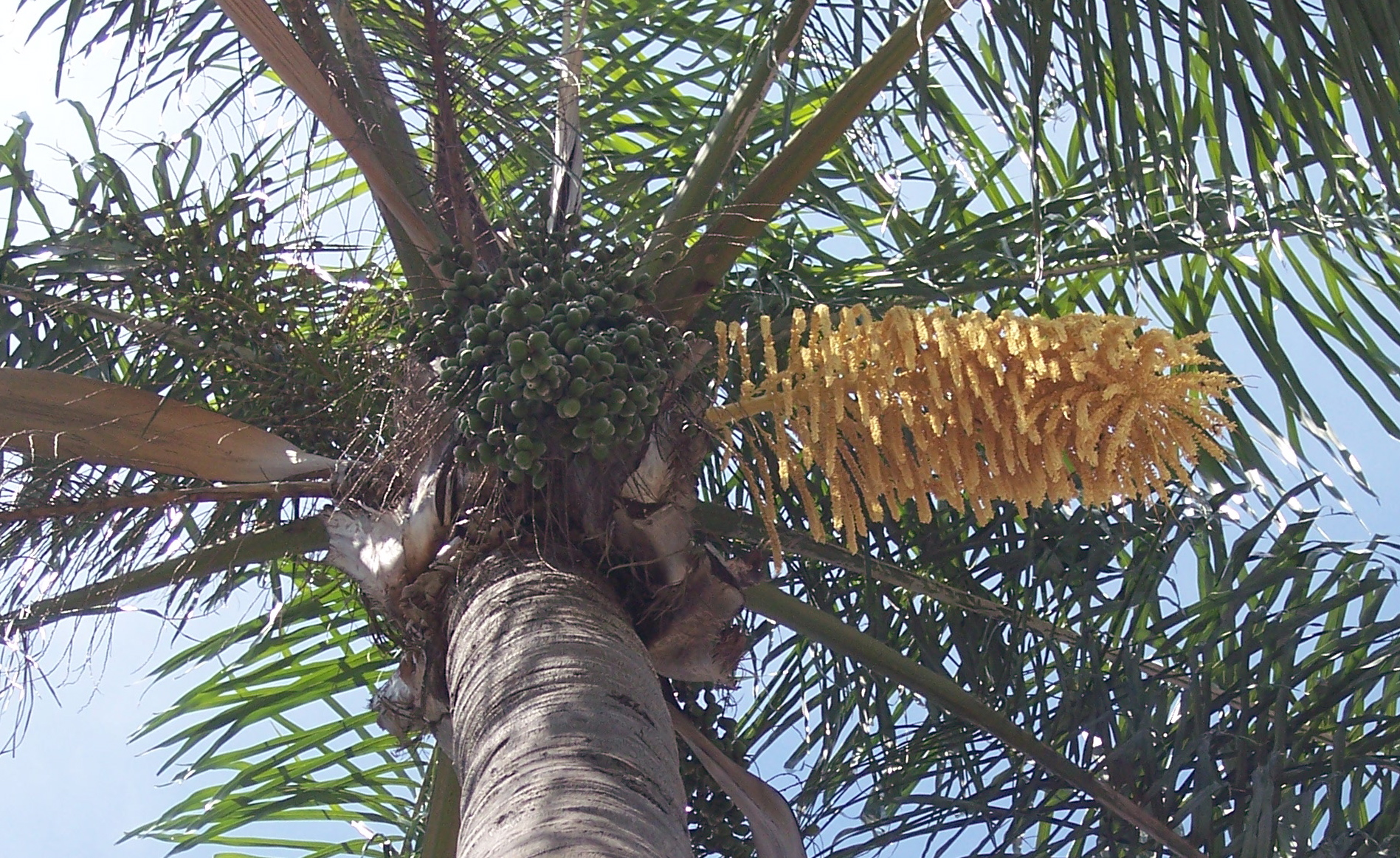
Drottningpalm med blomställning och omogna frukter
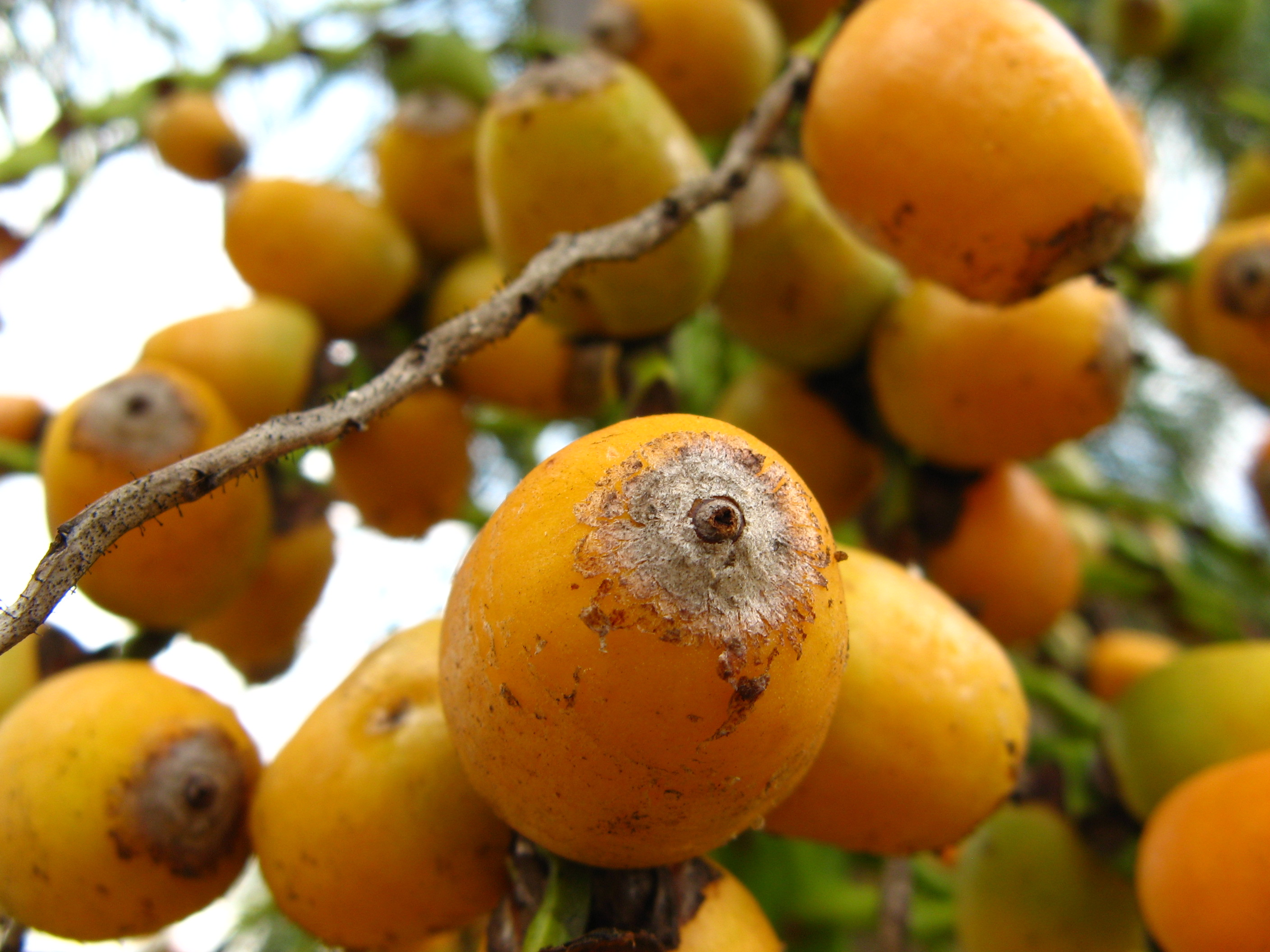
Mogna frukter